# Municipi de Ballerup
El municipi de Ballerup  és un municipi danès situat al nord-est de l'illa de Sjælland, a la perifèria de Copenhaguen, abastant una superfície de 34 km². Amb la Reforma Municipal Danesa del 2007 va passar a formar part de la Regió de Hovedstaden, però no va ser afectat territorialment.
La ciutat més important i la seu administrativa del municipi és Ballerup (46.914 habitants el 2009). Altres poblacions del municipi són:
- Måløv
- Skovlunde

## Consell municipal
Resultats de les eleccions del 18 de novembre del 2009:
| Partit                       | vots  | % vots |
| ---------------------------- | ----- | ------ |
| Socialdemokratiet            | 13099 | 56,6   |
| Det Radikale Venstre         | 472   | 2,0    |
| Det Konservative Folkeparti  | 1802  | 7,8    |
| Det Konservative Folkeparti  | 2912  | 12,6   |
| Dansk Folkeparti             | 1859  | 8,0    |
| Kommunisterne                | 50    | 0,2    |
| Venstre                      | 2417  | 10,4   |
| Enhedslisten - De Rød-Grønne | 520   | 2,2    |

### Alcaldes
| Alcalde          | Període               | Partit            |
| ---------------- | --------------------- | ----------------- |
| Ove E. Dalsgaard | 1-1-2007 a 31-12-2009 | Socialdemokratiet |
|                  | 1-1-2010 a 31-12-2013 |                   |